# Federico IV de Suabia
Federico IV de Suabia (1145-1167) fue duque de Suabia sucediendo a su primo, Federico Barbarroja, emperador del Sacro Imperio Romano Germánico, en 1152.

## Biografía
Federico IV de Suabia era el hijo menor de Conrado III de Alemania y su segunda esposa Gertrudis de Sulzbach y por lo tanto el heredero directo de la corona. Sin embargo, en su lecho de muerte, presuntamente Conrado III recomienda a las dos únicas personas presentes, su sobrino Federico Barbarroja y el obispo de Bamberg, nombrar a Federico Barbarroja como rey de romanos, y le entregó las insignias imperiales a él. 
Barbarroja no perdió tiempo en pedir a los clérigos de Baviera que le respaldaran, y pidió al arzobispo de Colonia convocar a un apresurado Reichstag. Allí los electores del Imperio, (menos su "primus inter pares", Enrique I, el arzobispo de Maguncia, un aliado del Papa) eligieron a Federico Barbarroja, que se convirtió en rey, en lugar de Federico IV de Suabia, de seis años de edad que se convirtió en duque de Suabia en su lugar. 
Federico IV casó en 1166 con Gertrudis de Baviera (1152-1197), hija de Enrique el León y su primera esposa Clemencia de Zähringen. No tuvieron hijos.
Federico IV participó en las campañas de Federico Barbarroja en Italia, convirtiéndose en una de las muchas bajas del ejército imperial. Sucumbió a la enfermedad después de ocupar Roma en 1167. Barbarroja después dio Suabia a su hijo Federico V de Suabia, de tres años de edad.

## Sucesión
| Predecesor: Federico I Barbarroja | Duque de Suabia 1152-1167 | Sucesor: Federico V de Suabia |